# Фолксваген Амарок
„Фолксваген Амарок“ (Volkswagen Amarok) е модел пикапи на германското предприятие „Фолксваген Лекотоварни автомобили“, произвеждан от 2010 година.
Той е разработен след 2005 година на мястото на модела „Фолксваген Таро“, чието производство е спряно през 90-те години. Производството му започва в Буенос Айрес, като моделът е представен за пръв път като обслужващ автомобил на Рали Дакар.